# Algona (Iowa)
Pour les articles homonymes, voir Algona.
Algona est une ville du comté de Kossuth, dans l'Iowa, aux États-Unis. Sa population est de 5 560 habitants d'après le recensement de 2010. Le Ambrose A. Call State Park (en) se situe à 2 miles au sud-ouest de la ville, et l'aéroport d'Algona à 3 km à l'ouest.

## Histoire
Algona fut fondée en 1854 par deux frères, Ambrose et Asa Call, qui nommèrent la ville d'après le mot indien "Algonquin waters".
Entre 1869 et 1875, la communauté était là où se trouvait l'Algona College, sponsorisé par l'Église méthodiste.
En 1894, Algona, avec d'autres communautés d'Iowa telles que Dysart et Wesley, prit part au projet « Orphan Trains ». Alors que New York voit son immigration en plein essor, la ville voit inévitablement aussi une augmentation du nombre de ses orphelins. Incapable de leur donner le soin requis, la ville crut bon de les envoyer dans des familles à travers l'Amérique. Algona elle-même accueillit près de 100 orphelins, la plupart d'entre eux restèrent en tant que résidents permanents.
De 1902 à 1903, Algona joua à domicile pour les Algona Brownies, une équipe de la Negro League. Bien qu'elle ait remporté le titre en 1903, l'équipe fut dissoute la même année.
Algona fut le site d'un camp de prisonniers de guerre allemands pendant la Seconde Guerre mondiale. De 1943 à 1946, le camp Algona comportait presque 10 000 prisonniers, beaucoup d'entre eux furent mis au travail dans des fermes appartenant à des Américains se battant de l'autre côté de l'Atlantique. Aujourd'hui, un musée commémore l'histoire de ce camp et comporte une crèche construite par les prisonniers de guerre.
Une tornade F3 destructive causa la mort de deux personnes et la destruction d'une partie d'Algona le 28 juin 1979 vers Modèle:Heue. La tornade s'est déplacée vers SSE à travers Algona.  Le quartier des affaires subit de gros dommages et beaucoup d'habitations furent rendues inhabitables. Des détériorations approchant le niveau F4 ont été rapportées de certains bâtiments. 
En 2003, Algona attira l'attention du pays en annonçant l'achat du plus grande Cheetos du monde. Le but était de lancer le tourisme dans la ville pour voir le Cheeto.

## Architecture

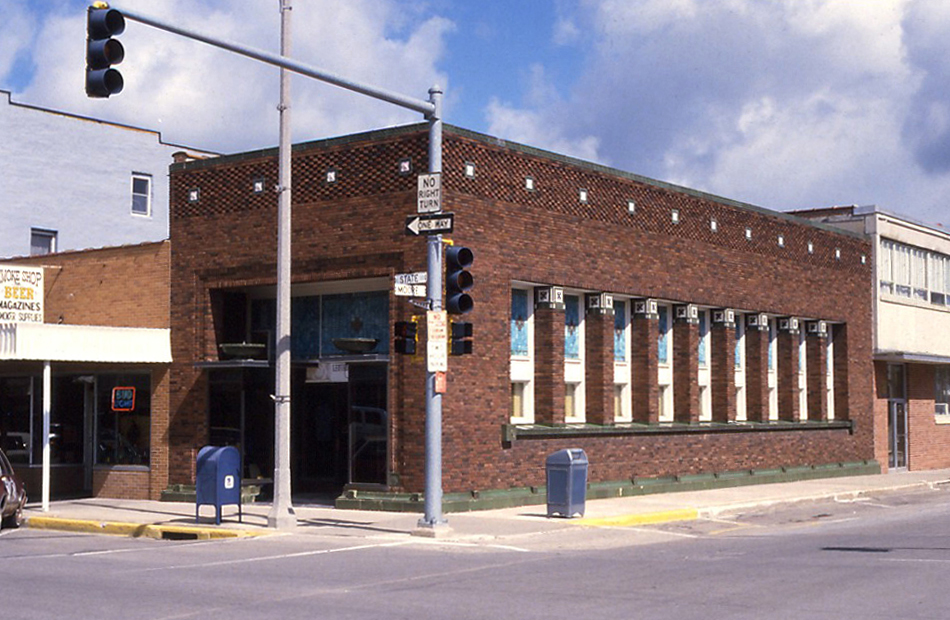
Le bâtiment Henry Adams

Le bâtiment Henry Adams, conçu par Louis Sullivan en 1913, est situé au coin nord-ouest de l'intersection des rues East State et Moore. Bien qu'il n'était pas destiné à être une banque, le bâtiment n'en est pas moins considéré comme l'un des joyaux de Sullivan, une série de banques construites dans le Midwest de 1909 jusqu'à 1919.

## Géographie
Algona est située sur les rives de la rivière Des Moines. D'après le Bureau du recensement des États-Unis, la ville couvre une surface totale de 11,68 km2, dont 11,63 km2 de terre et 0,05 km2 d'eau.

## Démographie

### Recensement 2010
Il y a 2 499 ménages dont 25,2 % ont des enfants de moins de 18 ans, 48,3 % sont des couples mariés vivant ensemble, 7,9 % sont des femmes seules, 3,6 % sont des hommes seuls et 40,2 % ne sont pas des familles. 36,3 % de tous les ménages sont des personnes seules et 18,1 % sont des personnes de plus de 65 ans. Le ménage moyen est de 2,16 personnes et la famille  moyenne est de 2,79 personnes. Il y a 0,4 % de gays et lesbiennes.
L'âge médian est de 46,2 ans. 21,9 % des résidents ont moins de 18 ans ; 6 % ont entre 18 et 24; 20,8 % ont entre 25 et 44; 27,1 % ont entre 45 et 64, 24,3 % ont plus de 65 ans. La ville compte 47,5 % d'hommes et 52,5 % de femmes.

### Recensement de 2000
D'après le recensement de 2000, il y avait 5 741 habitants, 2 434 ménages et 1 550 familles résidant dans la ville.
Il y a 2 434 ménages, dont 29,8 % ont des enfants mineurs vivant avec eux, 52,8 % sont des couples mariés vivant ensemble, 8,1 % sont des femmes vivant seules et 36,3 % ne sont pas liés par des liens familiaux. 32,9 % de ces ménages sont composés de personnes seules et 16,8 % vivaient avec une personne de plus de 65 ans. La taille du ménage moyen est de 2,29 personnes et la taille de la famille moyenne est de 2,92 personnes.
Dans la ville, la population était répartie de la façon suivante :
- 24,5 % de moins de 18 ans
- 7,1 % de 18 à 24 ans
- 24,1 % de 25 à 44 ans
- 23,1 % de 45 à 64 ans
- s21,2 % de plus de 65 ans.

L'âge médian est de 42 ans. Pour 100 femmes, il y a 87,7 hommes. Pour 100 femmes de plus de 18 ans, il y a 83,6 hommes.
Le revenu médian d'un ménage de la ville est 32 207 $, et le revenu médian d'une famille est de 41 210 $. Les hommes ont un revenu médian de 31 504 $ contre 20 667 $ pour les femmes. Le revenu par tête de la ville est de 16 979 $. Environ 7,9 % des familles et 10,8 % de la population se trouvent sous le seuil de pauvreté, dont 14,9 % de moins de 18 ans et 6,2 % de plus de 65 ans.

## Éducation
Algona dispose de deux systèmes scolaires. La Algona Community School District supervise le système scolaire public.  L'Algona High School reprend les élèves de l'Algona Middle School, ainsi que ceux venant de communautés alentour. Les écoles publiques primaires sont la Lucia Wallace Elementary, la Bryant Elementary, et la Bertha Godfrey Elementary School. Le système scolaire catholique est constitué de la Bishop Garrigan High School (nommée d'après le premier évêque du diocèse catholique de Sioux City) et Seton Elementary (nommée ainsi pour St. Elizabeth Ann Seton).

## Personnalités notables
- Paul Bell - politicien
- Dick Dale — ancien chanteur sur le Lawrence Welk show
- Lester Dickinson — Représentant américain et sénateur originaire d'Iowa.
- Denis Menke — Joueur et coach de baseball en Major League
- Brad Nelson — Joueur  de baseball en Minor League
- J. L. Wilkinson - Propriétaire  des Kansas City Monarchs of the Negro Baseball League

## Source
- (en) Cet article est partiellement ou en totalité issu de l’article de Wikipédia en anglais intitulé « Algona, Iowa » (voir la liste des auteurs).

1. ↑  Prisoner of War Camp Algona
2. ↑  Stanford, John L; Tornado - Accounts of Tornadoes in Iowa - 2d Edition p. 100-106
3. ↑  Algona is home to the World's largest Cheeto
4. ↑  « US Gazetteer files 2010 »(Archive.org • Wikiwix • Archive.is • Google • Que faire ?), United States Census Bureau (consulté le 11 mai 2012)